# Branko Radaković
Branko Radaković (Paraćin, 26. siječnja 1982. - 4. studenoga 2018.), srpski redatelj, glumac, rok glazbenik, tekstopisac i multimedijalni umjetnik. 
Bavi se i slikarstvom i poezijom.

## Životopis
Rođen je 26. siječnja 1982. u Paraćinu, gdje je završio gimnaziju 2001.
S jedanaest godina počinje se baviti umjetnošću, a sklonost ka umjetničkom stvaralaštvu pokazivao je u još ranijem djetinjstvu. 2002. seli se u Kikindu. Diplomirao je 2005. na Višoj školi likovnih i primijenjenih umjetnosti u Beogradu. Iste godine seli se u Baču, gdje i danas živi i predaje likovnu kulturu u osnovnoj školi.
2006. počinje se baviti filmovima s kojima sudjeluje na mnogobrojnim festivalima u Srbiji i svijetu, a njegov kinematografski rad izuzetno cijene i domaći i svjetski filmski kritičari.

## Filmografija
- Vreme (2007.)
- Nedostupna sloboda (2007.)
- Putokaz za život koji ne postoji (2007.)
- Vreme koje prolazi (2007.)
- Sećanje (2007.)
- Talasi (2007.)
- Put u Evropu (2007.)
- Jesen (2007.)
- Lice istine (2007.)
- Sloboda i performans (2008.)
- Reportaža o dva umetnika (2009.)
- Most ljubavi (2009.)
- Iluzija (2009.)
- Skrivena projekcija (2009.)
- Podeljena Srbija (2009.)
- Ovo nije film (2010.)
- Najkraći film na svetu (2010.)
- Za sada bez dobrog naslova, a i bez političara (2010.)
- Glas Božji u narodu (2010.)
- Pozdrav video kasetama! (2010.)
- Pušenje (2011.)
- Priroda (2011.)
- Postojim (2011.)
- San (2011)
- Bilo jednom u Paraćinu (2011.)
- Turist (2012.)
- To moram (2012.)
- Zima (2012.)
- Pogledi (2013.)
- Kultura cveta (2013.)
- Čist srpski film u 2013. godini (2013.)
- Nada za vuka (2013.)
- Lokacija (2014.)
- To moram (2014.)
- Da li je to sve što možeš? (2015)
- Limunovo drvo (2015)
- Putovanja (2017)

## Nagrade
- 2001. XXX đački Vukov sabor, Savezna likovna smotra, Tršić - Nagrada za crtež[5]
- 2012. 2. revija nezavisnih off-filmova Srbije u "Srpskom Holivudu", selo Mutanj, na planini Rudnik - Druga nagrada za srednjemetražni film "To moram"[6]
- 2013. 8. festival dokumentarnog filma "Zlatna buklija", Velika Plana - Specijalna nagrada za film "Glas Božiji u narodu"[7]
- 2013. ProFiRe Short Film Festival, Edinburg, Škotska - Nagrada za najbolju režiju za film "Turist"[8]
- 2014. 9. festival dokumentarnog filma "Zlatna buklija", Velika Plana - U kategoriji "Prva nagrada 'Zlatna buklija' za obrađene teme", dugometražni dokumentarac "Lokacija" osvojio je nagradu "Zlatna buklija" za portret.

## Vanjske poveznice
- Branko Radaković na Imdb-u
- Intervju s Brankom Radakovićem Dobre vibracije
- Intervju s Brankom Radakovićem Trablmejker  Arhivirana inačica izvorne stranice od 8. studenoga 2017. (Wayback Machine)
- Intervju s Brankom Radakovićem Novosti
- Intervju s Brankom Radakovićem Beldocs  Arhivirana inačica izvorne stranice od 8. studenoga 2017. (Wayback Machine)
- Intervju s Brankom Radakovićem Rockomotiva  Arhivirana inačica izvorne stranice od 8. studenoga 2017. (Wayback Machine)
- Intervju s Brankom Radakovićem Nacional
- Intervju s Brankom Radakovićem Ravno do dna
- Intervju s Brankom Radakovićem Kolumnista
- Intervju s Brankom Radakovićem Mulj  Arhivirana inačica izvorne stranice od 8. studenoga 2017. (Wayback Machine)
- Intervju s Brankom Radakovićem Filmski centar Srbije
- Intervju s Brankom Radakovićem Džabaletan  Arhivirana inačica izvorne stranice od 8. studenoga 2017. (Wayback Machine)
- Intervju s Brankom Radakovićem Crna Gora